# デモクラシーの理想と現実
『デモクラシーの理想と現実』(Democratic Ideals and Reality)とは1919年に発表されたハルフォード・マッキンダーによる地政学の古典的な著作である。

## 概要
マッキンダー自身は地政学という用語を使用しなかったが、その理論は地政学の基礎を構築したものとして後に高く評価されている。この理論は、1904年1月25日に王立地理学会で行った「歴史の地理学的な回転軸」の講演に基づいており、世界史の知識に基づいて世界を動態的な体系として認識するための数多くの概念を発表した。
その理論を構築するために、マハンの『海上権力史論』で展開したシーパワーの概念の再検討から、マッキンダーはランドパワーの概念を導入する。シーパワーは港湾施設や船舶によって移動させることが可能だが、ランドパワーには騎馬やラクダ、自動車や鉄道などさまざまな交通手段がある。またマッキンダーはユーラシア大陸とアフリカ大陸を総合して世界島と概念化した。海洋勢力であるイギリスの外交政策は、ヨーロッパにおける大陸勢力に対して勢力均衡を行ってきた。しかし世界島という全体に対して勢力均衡を行うためには海洋勢力の協力が必要となる。ここでユーラシア大陸の内陸におけるステップ地帯をハートランドと呼称しており、ここはシーパワーが到達できない地域として定義した。
そしてそのハートランドの周辺に位置する三日月地帯を内側の三日月地帯としてここにはヨーロッパからアラビア、インド、中華などの水陸両用の地帯が含まれる。そしてさらにその外側には外側の三日月地帯として定義され、ここにイギリスや日本などの海洋地域が含まれる。このような地政学の世界観で世界情勢を見直した上でマッキンダーは次のような命題を示している。それは「東欧を支配する者はハートランドを制し、ハートランドを支配する者は世界島を制し、世界島を支配する者は世界を制する」というものである。